# Lichosielce (rejon grodzieński)
Lichosielce (biał. Ліхасельцы; ros. Лихосельцы) – wieś na Białorusi, w obwodzie grodzieńskim, w rejonie grodzieńskim, w sielsowiecie Podłabienie, przy granicy z Polską.
Dawniej osada. W dwudziestoleciu międzywojennym wieś leżała w Polsce, w województwie białostockim, w powiecie augustowskim. Podczas wytyczania granicy polsko-sowieckiej po II wojnie światowej wieś została przedzielona. Jej zachodnia część pozostała w Polsce, zaś wschodnia weszła w skład Związku Sowieckiego.